# Andrei Mureșan
Andrei Iosif Mureșan (Turda, 1º agosto 1985) è un ex calciatore rumeno, di ruolo difensore.

## Palmarès

### Club

#### Competizioni nazionali
- Coppa d'Azerbaigian: 1

Xəzər-Lənkəran: 2010-2011
- Coppa di Moldavia: 1

Sheriff Tiraspol: 2014-2015
- Coppa di Romania: 2

Astra Giurgiu: 2013-2014
CFR Cluj: 2015-2016
- Campionato rumeno: 2

CFR Cluj: 2017-2018, 2018-2019
- Supercoppa di Romania: 1

CFR Cluj: 2018